# Tephrina exospilata
Tephrina exospilata là một loài bướm đêm trong họ Geometridae.